# Anthrax apiaster
Anthrax apiaster är en tvåvingeart som beskrevs av Francois 1968. Anthrax apiaster ingår i släktet Anthrax och familjen svävflugor.
Artens utbredningsområde är Algeriet. Inga underarter finns listade i Catalogue of Life.